# Пухов (округ)
О́круг Пухов (словац. Okres Púchov) — округ (район) в Тренчинському краї Словаччини. Площа округу становить — 375,4 км², на якій проживає — 45 478 осіб (31.12.2009) Середня щільність населення становить — 121,15 осіб/км². Адміністративний центр округу — місто Пухов в якому проживає 18 539 жителів.

## Загальні відомості

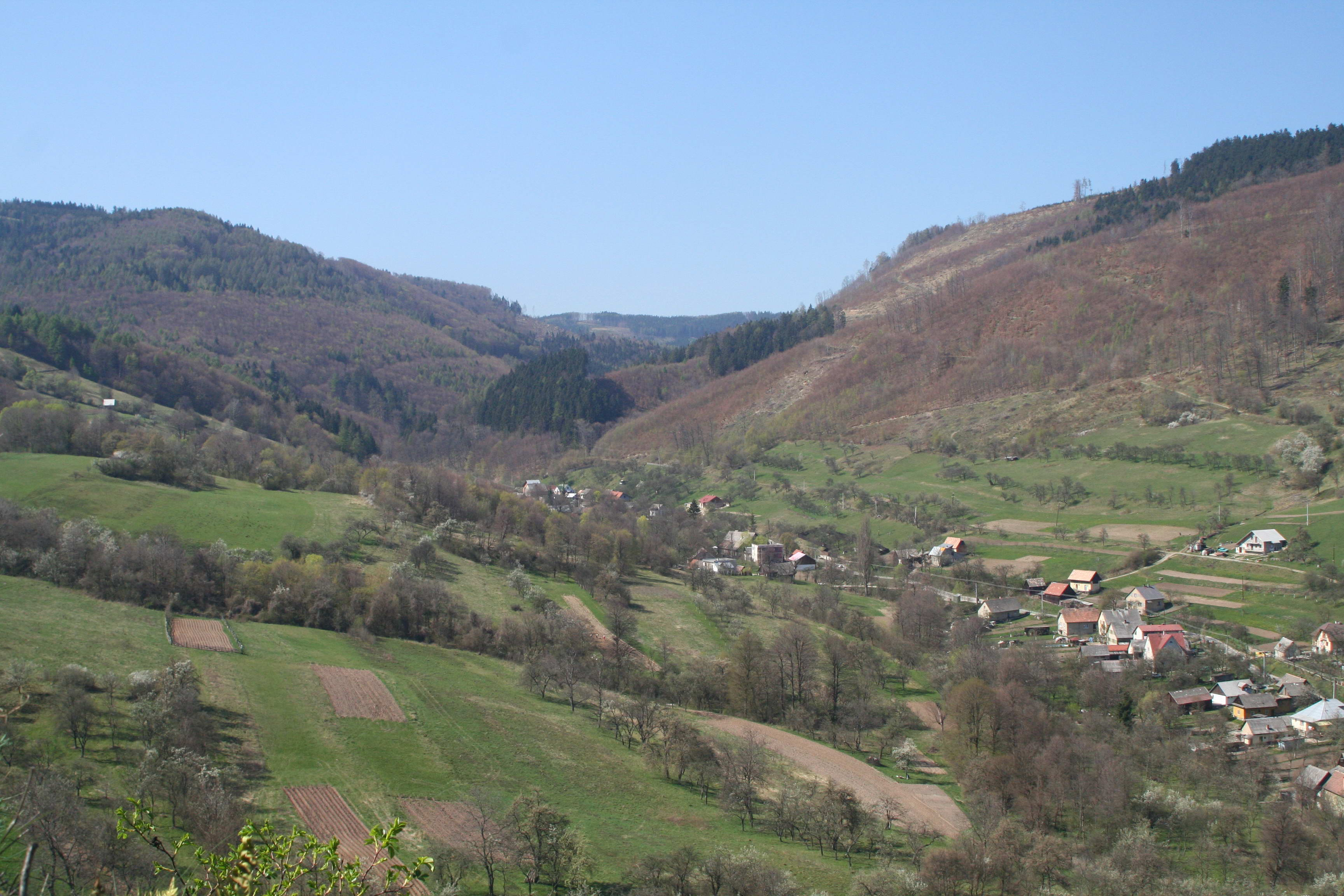
Округ Пухов.
Верхня частина села Ледниця

До 1918 року округ входив до складу угорського графства Тренчин. В сучасному вигляді округ був утворений у 1996 році під час адміністративно-територіальної реформи Словацької Республіки, яка набула чинності 24 липня 1996 року.
Округ розташований у північно-західній частині Словаччини. Він межує з округами: на північному сході, сході — Поважська Бистриця, на півдні і південному заході — Ілава (Тренчинський край), на північному заході межує із Чехією Розташовані Подманінські пагорби.

## Статистичні дані
| Рік:            | 1994.  | 2004.   | 2014.   | 2024.   |
| --------------- | ------ | ------- | ------- | ------- |
| Кількість осіб: | 45 597 | 45 641  | 44 537  | 43 483  |
| Різниця:        |        | +0,09 % | -2,41 % | -2,36 % |

| Рік:            | 2023.  | 2024.   |
| --------------- | ------ | ------- |
| Кількість осіб: | 43 710 | 43 483  |
| Різниця:        |        | -0,51 % |

Національний склад 2010: 
- Словаки — 97,77 % (44 389 осіб)
- Чехи — 1,18 % (535 осіб)
- Румуни — 0,12 % (55 осіб)
- Угорці — 0,06 % (25 осіб)
- Українці — 0,05 % (22 особи)
- інші національності — 0,94 %

Конфесійний склад 2001:
- Католики — 77,9 %
- Лютерани — 13,1 %
- інші релігії та атеїсти  — 9,0 %

## Адміністративний поділ
Округ складається з 20 сільських муніципалітетів і 1 місто.

### Міста:
- Пухов

### Села:
Белуша • Висолає • Видрна • Горна Брезница • Горовце • Догняни • Дольна Брезниця • Дольне Кочковце • Зарєч'є • Зубак • Квашов • Лази-під-Макитоу • Ледниця • Ледницьке Ровне • Лиса-під-Макитоу • Луки • Местечко • Мойтін • Німніца • Стрежениці